# Palestinier i Sverige
Till palestinier i Sverige räknas personer som är folkbokförda i Sverige och som tillhör den palestinska folkgruppen. Hur många palestinier som bor i Sverige är okänt eftersom de är födda i en rad olika länder. Enligt Statistiska centralbyrån fanns det 2017 i Sverige sammanlagt cirka 7 400 personer födda i Palestinska områden.

## Historisk utveckling

### Födda i Palestina
| Personer i Sverige födda i Palestina 1970–2024 | Personer i Sverige födda i Palestina 1970–2024 | Personer i Sverige födda i Palestina 1970–2024 | Personer i Sverige födda i Palestina 1970–2024 | Personer i Sverige födda i Palestina 1970–2024 |
| --- | ---------------------------------------------- | ---------------------------------------------- | ---------------------------------------------- | ---------------------------------------------- |
| |                                                |                                                |                                                |                                                |
| År |                                                |                                                | Folkmängd                                      |                                                |
| 1970 | 1970                                           |                                                | 171                                            |                                                |
| 1980 | 1980                                           |                                                | 278                                            |                                                |
| 1990 | 1990                                           |                                                | 719                                            |                                                |
| 2000 | 2000                                           |                                                | 1 018                                          |                                                |
| 2001 | 2001                                           |                                                | 1 071                                          |                                                |
| 2002 | 2002                                           |                                                | 1 109                                          |                                                |
| 2003 | 2003                                           |                                                | 1 508                                          |                                                |
| 2004 | 2004                                           |                                                | 1 860                                          |                                                |
| 2005 | 2005                                           |                                                | 2 145                                          |                                                |
| 2006 | 2006                                           |                                                | 2 624                                          |                                                |
| 2007 | 2007                                           |                                                | 2 800                                          |                                                |
| 2008 | 2008                                           |                                                | 3 026                                          |                                                |
| 2009 | 2009                                           |                                                | 3 232                                          |                                                |
| 2010 | 2010                                           |                                                | 3 444                                          |                                                |
| 2011 | 2011                                           |                                                | 3 843                                          |                                                |
| 2012 | 2012                                           |                                                | 4 228                                          |                                                |
| 2013 | 2013                                           |                                                | 4 636                                          |                                                |
| 2014 | 2014                                           |                                                | 5 153                                          |                                                |
| 2015 | 2015                                           |                                                | 5 759                                          |                                                |
| 2016 | 2016                                           |                                                | 6 642                                          |                                                |
| 2017 | 2017                                           |                                                | 7 365                                          |                                                |
| 2018 | 2018                                           |                                                | 7 907                                          |                                                |
| 2019 | 2019                                           |                                                | 8 189                                          |                                                |
| 2020 | 2020                                           |                                                | 8 281                                          |                                                |
| 2021 | 2021                                           |                                                | 8 366                                          |                                                |
| 2022 | 2022                                           |                                                | 8 425                                          |                                                |
| 2023 | 2023                                           |                                                | 8 420                                          |                                                |
| 2024 | 2024                                           |                                                | 8 373                                          |                                                |
| Anm.: Befolkning den 31 december respektive år förutom år 1970 som avser förhållandet den 1 november och år 1980 som avser förhållandet den 15 september. |                                                |                                                |                                                |                                                |